# Menandros (Stratege)
Menandros (altgriechisch Μένανδρος Ménandros; † 405 v. Chr. bei Aigospotamoi) war ein attischer Stratege während des Peloponnesischen Kriegs, der an den entscheidenden Niederlagen Athens während der Belagerung von Syrakus und in der Schlacht bei Aigospotamoi beteiligt war.

## Sizilische Expedition

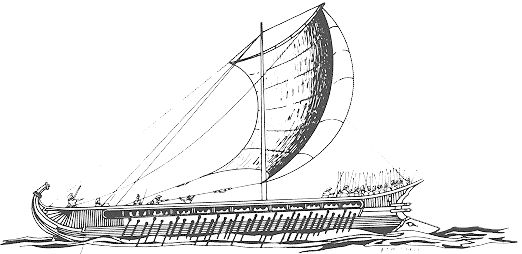
Triere

Menandros, über dessen Abstammung und Jugend nichts bekannt ist, nahm ab 415 v. Chr. zunächst als Offizier unter dem Kommando der Feldherren Nikias, Alkibiades und Lamachos an der Expedition der Athener gegen Sizilien und der Belagerung von Syrakus teil. Nach der Flucht des Alkibiades und dem Tod des Lamachos wurde er Ende 414 zusammen mit einem anderen Offizier, Euthydemos, von der Volksversammlung in Athen zum Strategen ernannt, um den nierenkranken Nikias gleich vor Ort zu unterstützen. Gleichzeitig wurden mit Demosthenes und Eurymedon zwei weitere erfahrene Feldherren beauftragt, eine Hilfsflotte für das bedrängte Expeditionsheer aufzustellen und nach Syrakus zu führen.
Noch vor Ankunft der Verstärkungen drängten die beiden neu ernannten Strategen Menandros und Euthydemos auf eine Schlacht, um ihre Ernennung zu rechtfertigen, doch als sie sich mit ihrem ehrgeizigen Plan gegen den vorsichtigeren Nikias durchsetzten, erlitten sie eine Schlappe im Hafen, wobei mehrere Schiffe und die wichtigen Vorwerke an der Hafeneinfahrt verloren gingen. Nach Ankunft der Hilfsflotte unter Demosthenes und Eurymedon nahm Menandros an der nächtlichen Schlacht auf dem Hochfeld (Epipolai) vor Syrakus teil, die mit einer Niederlage der Athener endete.

Der Hafen von Syrakus

Als Demosthenes nun auf Abzug drängte, widersetzte sich Nikias aus Furcht vor der möglichen Reaktion der Athener. Eurymedon pflichtete der Meinung des Demosthenes bei, während Menandros und Euthydemos sich nach ihrem Debakel offenbar zurückhielten. So kam es zu keiner Entscheidung, und am 27. August 413 sorgte der Schrecken über eine Mondfinsternis, die als schlechtes Omen gewertet wurde, für weitere Verzögerungen. In einer weiteren Seeschlacht im Hafen stand Menandros im Zentrum der Athener dem Korinther Pythen gegenüber. Die Flügel der Athener befehligten Euthydemos und Eurymedon. Dabei wurde Eurymedon auf dem rechten Flügel abgeschnitten und kam ums Leben, so dass auch diese Schlacht mit einer Niederlage endete.
Die Syrakusaner hatten inzwischen die Hafeneinfahrt wirksam gesperrt, und so mussten die Athener nun um ihre letzte Chance zur ungehinderten Heimfahrt kämpfen. Da Nikias wegen seiner Krankheit ausfiel, war Menandros in der entscheidenden Seeschlacht Anfang September neben Demosthenes und Euthydemos erneut unter den Kommandanten der attischen Flotte, deren Ausbruchsversuch in der Enge des Hafens scheiterte.
Die Niederlage der athenischen Trieren im Hafen von Syrakus ließ als einzigen Ausweg den Rückzug ins Landesinnere, der für die Athener im September 413 in eine Katastrophe mündete. Während Nikias die Hauptmacht und Demosthenes die Nachhut führte, kommandierte Menandros möglicherweise die Vorhut und konnte sich so als einziger Stratege aus Sizilien retten. Demosthenes und Nikias wurden dagegen von den Syrakusanern eingeholt, mit ihren Streitkräften gefangen genommen und in Syrakus hingerichtet.

## Aigospotamoi

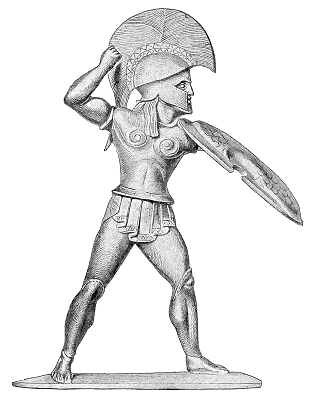
Hoplit

Nach seiner Rückkehr aus Sizilien befehligte Menandros bald wieder kleinere Truppenverbände. So führte er 409 unter dem Oberkommando des zwischenzeitlich wieder ins athenische Lager zurückgewechselten Alkibiades 120 Hopliten in der Landschlacht von Abydos am Hellespont.
Nachdem die Athener 406 im Arginusenprozess ihre besten Admirale ungeachtet ihres Siegs in der Schlacht zum Tode verurteilt und hingerichtet hatten, wurde Menandros 405 zusammen mit Tydeus und Kephisodotos erneut zum Strategen bestimmt, um die bereits zuvor gewählten Konon, Philokles und Adeimantos zu unterstützen. Als die spartanische Flotte die Stadt Lampsakos angriff und die lebenswichtige Verkehrsader der Meerengen bedrohte, folgten ihnen die Athener von Chios zum Hellespont. Dort erregte die offensichtlich inkompetente Flottenführung der attischen Admirale nach einigen Tagen den Unmut des inzwischen erneut vor dem Volkszorn geflohenen Alkibiades, der sich von seinen Besitzungen in Thrakien dem athenischen Schiffslager näherte, um die Strategen zu größerer Vorsicht anzuhalten. Diese glaubten jedoch, auf die Ratschläge des erfahrenen Feldherrn verzichten zu können, und insbesondere Tydeus und Menandros verwiesen ihn mit groben Schmähungen des Lagers, da nun andere als er am Ruder seien.

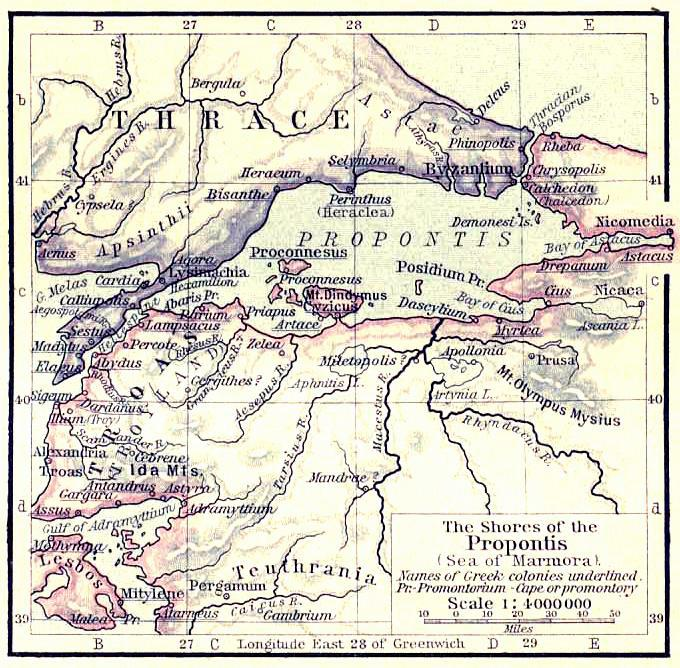
Hellespont und Propontis

Am folgenden Tag gelang es dem spartanischen Seeherrn Lysander, die Flotte der Athener an ihrem ungeschützten Lagerplatz bei Aigospotamoi zu überraschen und in einem handstreichartigen Überfall vollständig zu vernichten. Von etwa 180 Schiffen entkamen lediglich die neun der Nachhut unter dem Kommando Konons. Da die meisten Ruderer und Soldaten gar nicht rechtzeitig in ihre Schiffe gelangten und am Ufer aufgegriffen wurden, machte Lysander 3000 Gefangene. Die attischen Bürger unter diesen ließ er hinrichten, ebenso wie die Strategen. Bezeugt ist die Ermordung des Philokles, dem Lysander selber die Kehle durchschnitt, weil er die anderen zu einem Beschluss überredet hatte, allen eventuellen Gefangenen die Hände abzuschneiden. Als einziger wurde Adeimantos begnadigt, der sich in der Heeresversammlung gegen diesen Beschluss ausgesprochen hatte. Über das genaue Schicksal des Menandros ist nichts bekannt. Wenn er nicht schon in der Schlacht gefallen war, wurde er von Lysander zusammen mit den anderen hingerichtet.
Mit der Vernichtung der attischen Flotte bei Aigospotamoi war Athen von allem Nachschub abgeschnitten und musste im folgenden Jahr kapitulieren.

## Beurteilung
Die in den Quellen mehrfach hervorgehobene Verwendung in den Landschlachten lässt vermuten, dass Menandros ein durchaus kompetenter und tapferer Hauptmann der Infanterie war, mit der Führung größerer Flottenverbände jedoch anscheinend überfordert. Seine Verwendung bei den Seeschlachten im Zentrum der Flotte statt auf den schwierigeren Flügeln deutet darauf hin, dass seine Kollegen dies offenbar nicht anders gesehen haben. Mit seinen Schmähungen gegen den ungleich kompetenteren Alkibiades zeigte Menandros zudem ein eher begrenztes Bewusstsein der eigenen Unzulänglichkeit. Über diese kargen Erkenntnisse hinaus lässt die dünne Überlieferung seinen persönlichen Beitrag zu den verschiedenen Niederlagen indes kaum erkennen, was eine individuelle Beurteilung erschwert.
Die Bedeutung des Menandros liegt daher in seiner Mittelmäßigkeit, die ihn bei allen größeren Katastrophen seiner Stadt dabei sein ließ, ohne dass er sich je stärker hervortat. Menandros steht deshalb stellvertretend für die hintere Reihe attischer Strategen, die nachrückten, weil die Volksversammlung ihre erfahreneren Kollegen immer wieder unter Anklage gestellt hatte. Nachdem die Athener ihre besten Heerführer in den Schlachtentod oder in die Flucht getrieben und die zweite Riege im Arginusenprozess hingerichtet hatten, blieben ihnen am Ende nur drittklassige Kommandeure wie Menandros und seine Kollegen, die schließlich Flotte, Stadt und Reich in die Katastrophe führten.